# António Pereira da Costa

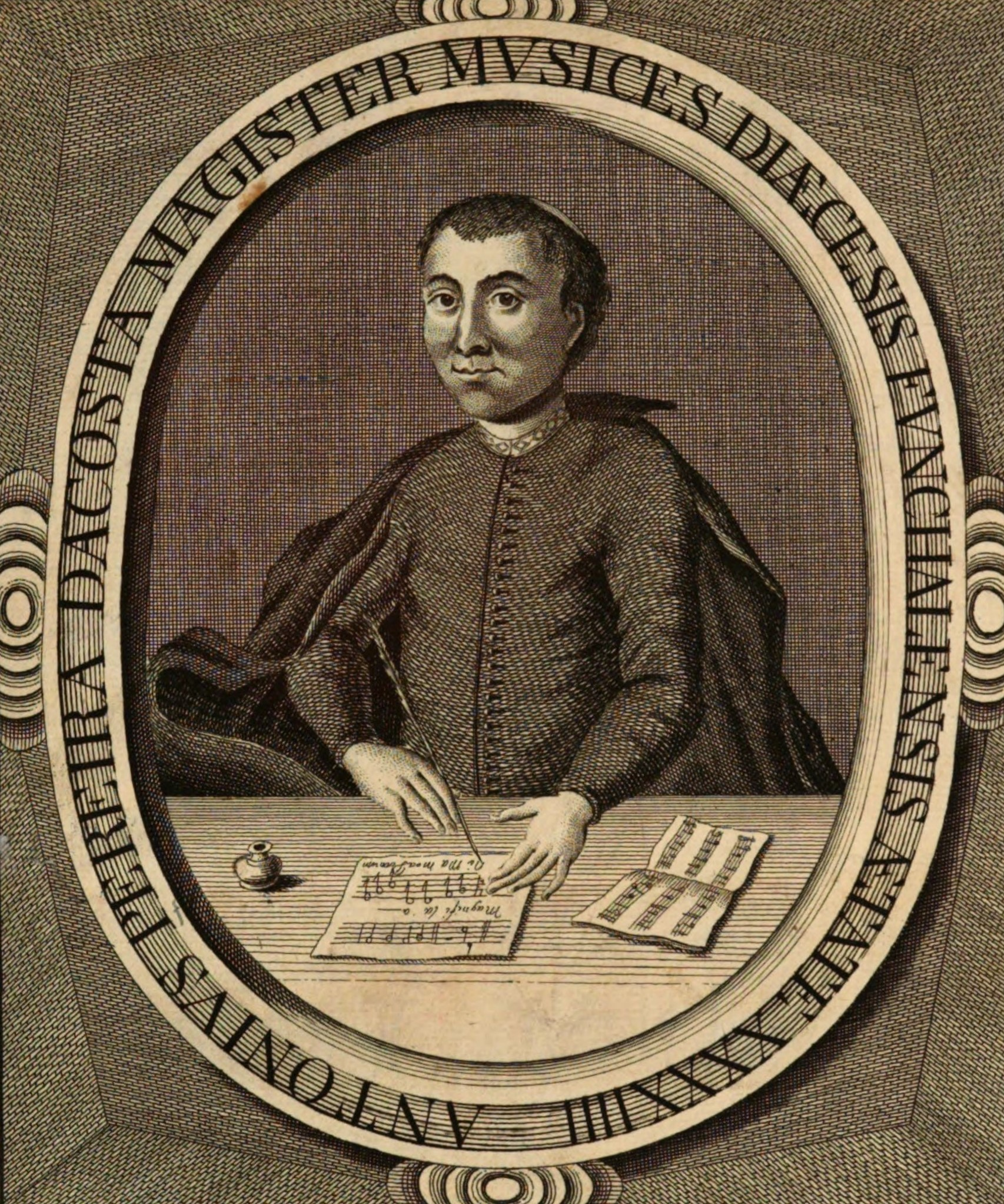
António Pereira da Costa

António Pereira da Costa (* um 1697; † vor dem 14. April 1770 in Funchal) war ein portugiesischer Komponist des Barock.

## Leben
Über sein Leben ist kaum etwas bekannt. In der am 14. April 1770 ausgestellten Sterbeurkunde wird ein in Lissabon lebender Bruder da Costas erwähnt, was es wahrscheinlich erscheinen lässt, dass er nicht ursprünglich von der Insel Madeira stammte. Er war geweihter Priester und ab ca. 1740 Kapellmeister an der Kathedrale von Funchal. In London wurde eine Sammlung von zwölf Concerti grossi aus seiner Feder gedruckt, die den stilbildenden Einfluss von Arcangelo Corelli erkennen lassen. Auf dem Titelkupfer der um 1741 erschienenen und dem Adligen João José de Vasconcelos Bettencourt (1703–1766) gewidmeten Sammlung, auf dem er im Gewand eines Säkularpriesters dargestellt ist, wird sein Alter mit 44 Jahren angegeben. Im Juni 1750 wurden in der Gazeta de Lisboa seine Kantaten und Sonaten gelobt, die er zu den Feierlichkeiten für die Wallfahrtskirche Nossa Senhora do Monte verfasst hatte; diese Werke sind nicht erhalten. Eine um 1760 in England erschienene Sammlung von Serenaden für Gitarre wurde ihm fälschlich zugeschrieben.

## Werke
- Concertos grossos com doys violins, e violão de concertinho obrigados: e outros doys violins, viola e orgão, de concerto grosso a arbitrio ... opera premeira. John Simpson, London o. J. [1741][2]

## Aufnahmen / Tonträger
- Antonio Pereira da Costa: Concerti Grossi Nr. 5–10. Ensemble Bonne Corde, Diana Vinagre. Ramee 2104, 2022, Booklet.